# Liste der Bodendenkmale in Markersdorf (Sachsen)
In der Liste der Bodendenkmale in Markersdorf sind die Bodendenkmale der Gemeinde Markersdorf und ihrer Ortsteile nach dem Stand der Auflistung von Harald Quietzsch und Heinz Jacob aus dem Jahr 1982 aufgelistet. Eventuelle Änderungen und Ergänzungen, insbesondere aus der Zeit nach der Wende, sind nicht berücksichtigt, da für Sachsen aktuell keine neueren allgemein zugänglichen Bodendenkmallisten vorliegen. Die Baudenkmale sind in der Liste der Kulturdenkmale in Markersdorf (Sachsen) aufgeführt.
| Denkmal-ID | Fundart             | Ortsteil     | Bezeichnung                               | Zeitstellung    | Lage                                                                       | Bemerkungen                                                                                | Bild |
| ---------- | ------------------- | ------------ | ----------------------------------------- | --------------- | -------------------------------------------------------------------------- | ------------------------------------------------------------------------------------------ | ---- |
| ?          | Befestigung > Burg  | Friedersdorf | Wallanlage „Kieferberg“/„Schwedenschanze“ | Slawenzeit      | nordwestlich der Ortsmitte, auf dem Kieferberg, südöstlich über einem Bach | ursprünglich wohl ringförmig geschlossen, weitgehend abgetragen, Schutz seit 14. Juli 1955 |      |
| ?          | Befestigung > Burg  | Gersdorf     | Wasserburg                                | Mittelalter     | Ortsmitte, südlicher Gutsbereich                                           | durch Schloss überbaut, Graben eingeebnet, Schutz seit 4. August 1977                      |      |
| ?          | Befestigung > Burg  | Jauernick    | Wallanlage „Kreuzberg“                    | Slawenzeit      | nördlicher Ortsrand, auf dem Kreuzberg                                     | fast geschlossener Abschnittswall, Schutz seit 14. Juli 1955                               |      |
| ?          | Grabmal > Grabhügel | Jauernick    | Gruppe von noch mindestens 4 Hügelgräbern | Slawenzeit      | westsüdwestlich des Orts am Südwesthang des Schwarzen Bergs, Waldgrenze    | Schutz seit 14. Juli 1955                                                                  |      |
| ?          | besonderer Stein    | Jauernick    | Steinkreuz                                | Spätmittelalter | im Ort, Böschung vor der westlichen äußeren Kirchhofsmauer                 | Schutz seit 26. Juni 1970                                                                  |      |